# Кокрель, Флора
Флора Кокрель (фр. Flora Coquerel, род. 14 апреля 1994, Мон-Сен-Эньян, Нормандия, департамент Приморская Сена) — французская модель. Победительница национального конкурса красоты Мисс Франция 2014 и вице- мисс международного конкурса красоты Мисс Вселенная 2015, на котором заняла 3 место.
Французско-бенинского происхождения. Специалист в области международной торговли.
Обладательница титула мисс Орлеан 2013.
На конкурсе красоты Мисс Франция 2014 представляла историческую область Франции Орлеане. Победительницу короновала Мисс Франция-2013, фотомодель Марин Лорфелин. После присвоения ей титула, одним из первых заявлений, с которым она обратилась к журналистам были слова «Для меня большая честь представлять многонациональную Францию». Во время проведения конкурса Мисс Франция 2015 было объявлено, что Флора Кокерель была самой высокой мисс Франции, когда-либо избранных (рост 182 см). После победы в конкурсе Флора стала популярной медийной персоной Франции. Посетила ряд стран, в том числе, Италию, Панаму, Бенин, Китай, Великобританию и Доминиканскую Республику.
Также среди её титулов были 4-я вице-мисс Гваделупа, 3-я вице-мисс Лазурный берег, 2-я вице-мисс Прованс и мисс Таити.
В 2015 году заняла 3 место на международном конкурсе красоты Мисс Вселенная 2015.